# دایشین ناکامورا
دایشین ناکامورا (انگلیسی: Daishin Nakamura؛ زادهٔ ۱۱ فوریهٔ ۱۹۶۶) بازیکن بیسبال اهل ژاپن است.